# Regne de Tolosa
|  | Aquest article tracta sobre Regne de Tolosa. Si cerqueu una visió general de l'entitat política establerta pel poble visigot des de 418 fins a 711, vegeu «Regne Visigot». |

El Regne de Tolosa fou un territori al sud-oest d'Europa de l'antiguitat tardana nascut de les escorrialles de l'Imperi Romà d'Occident i dirigit pels visigots. En la seva màxima extensió incloïa gran part de la península Ibèrica i la meitat sud de l'actual França i va existir del 475 (formalment el 476) fins a la derrota contra els francs a la batalla de Vouillé el 507 en què perderen gran part dels territoris del que seria en un futur França i hagueren de traslladar la capital a Toledo.

## Antecedents: d'Ataülf a Vàlia
Els antecedents d'un assentament a la Gàl·lia es produeixen després de la mort d'Alaric I, el qual havia saquejat la ciutat de Roma i intentat passar a la província d'Àfrica. Aleshores, els visigots encara seguien establerts a la península italiana, concretament a la regió de Calàbria, i van dedicar-se a devastar aquelles terres. El nou rei dels visigots, Ataülf, seguint la idea del seu predecessor, va continuar cap a Sicília i va fer un intent de passar al nord d'Àfrica per mar, que va fracassar. Això el va obligar a continuar a Itàlia i, forçosament, a negociar amb els romans per tal de mantenir i alimentar al seu poble. En aquest context, els visigots es van unir a les lluites de poder a favor i en contra de la cort d'Honori, ja habituals la presència d'usurpadors i forces centrífugues a l'època a diverses ciutats i regions de la Gàl·lia, Hispània i Britannia. Ben aviat, els visigots es van traslladar cap al nord de la península italiana, van travessar els Alps el 412 i van instal·lar-se a la Gàl·lia, prenent les ciutats de Narbona, Tolosa i Bordeus el 413. Allà, es van posar al servei de l'usurpador i senador Joví, però el que, en definitiva, cercava Ataülf eren recompenses i un lloc estable on assentar-se amb el seu poble.
L'any 414 s'establí a Narbona, i allà es casà amb la princesa romana Gal·la Placídia, que els visigots tenien captiva i que fou obligada a seguir-los durant totes les expedicions. Ataülf tenia la intenció de governar aquell nou territori col·laborant amb els latifundistes gal·loromans del país, però la resposta romana fou el bloqueig dels ports de la Gàl·lia Narbonesa dirigit pel general Constanci, que tenia llur base a Arle. Acorralat, Ataülf va travessar els Pirineus el 415 per cercar aliments: va conquerir la Tarraconense i es va establir a Bàrcino. En aquesta ciutat nasqué el fill que tingué amb Gal·la Placídia, que va anomenar Teodosi en memòria del seu avi, com a testimoniatge de l'interès per enllaçar els visigots amb la tradició romana; però l'infant va morir al cap de pocs mesos. No obstant això, la situació en territori hispànic no va millorar, ans al contrari, els visigots van continuar acorralats, els ports de la Tarraconense van quedar bloquejats per la flota romana que impedia l'avituallament dels visigots, fins i tot amb allò que es requisava als romans del territori. Diversos notables gots van aconsellar al rei que travessés l'estret de Gibraltar per anar a Àfrica, però Ataülf va declinar-ho posant èmfasi al seu pla d'arribar a un pacte amb l'emperador Honori; la insistència del rei va empitjorar el malestar patent entre la noblesa goda contrària a negociar o cooperar amb els romans.
Arran d'aquesta política, Ataülf va ser assassinat el 14 d'agost del 415 a les cavallerisses de palau a Bàrcino, víctima d'una conspiració de la qual n'era cap, probablement, Sigeric, cap del partit got anti-romà i era enemic del monarca, així com opositor de la monarquia de la dinastia dels Baltungs, a la qual pertanyien tant Alaric com Ataülf. Sigeric el va succeir en el tron, tanmateix, el seu regnat només durà una setmana a causa de la mala imatge de les seves accions immediates que pretenien humiliar a la cort imperial romana, que portaren al seu assassinat, segons M. Rosario Valverde, teòricament, sense fonts que ho esmentin, a una resposta ràpida del grup nobiliari i popular al voltant del clan dels Balts.

## Assentament a la Gàl·lia: Vàlia
Amb la mort de Sigeric, va ser escollit un nou rei en la figura de Vàlia el Setembre del 415. Segons Orosi: «va ser elegit pel seu poble, per fer la guerra a Roma, però Déu li ordenà fer la pau». Alguns autors afirmen que Vàlia cercava, de fet, la pau amb els romans, però altres creuen que era part també del partit antiromà, però a causa de la crisi de subsistència del poble visigot al final va haver de canviar de parer i col·laborar amb els romans. Això es deu al fet que Vàlia va tornar a intentar, com van fer Alaric i Ataülf, envair novament Àfrica. L'atac, però, va quedar només en un intent fallit en quedar totalment destruïda la flota visigoda en provar de travessar l'estret de Gibraltar, víctima d'una forta tempesta. Incapaç de creuar l'estret de Gibraltar i amb una Hispània devastada per les incursions militars romanes i bàrbares, el rei va canviar de parer en veure's obligat per la necessitat d'aconseguir recursos alimentaris per al seu poble i va pactar amb l'home que llavors dominava el govern imperial, el patrici i general Constanci, que posteriorment regnaria com a coemperador amb Honori el 421.
Des d'aquell moment, els visigots van pactar amb els romans. El 416 es fa un pacte de foedus amb l'imperi, poc favorable per als visigots; de fet reassumint aquell que havia pactat Alaric I anys enrere. Tanmateix, ni Orosi ni Olimpiòdor esmenten aquest pacte com un foedus: per a Olimpiòdor de Tebes fou un pacte de pau entre romans i visigots, en el qual no s'esmentava l'obligació de Vàlia de servir militarment l'Imperi; per a Orosi, ben informat i conscient dels estralls que patia Hispània, era una «pau òptima», i Vàlia, en realitat, intentava assolir la pau. En aquest pacte, el general Constanci va demanar als visigots la restitució de la princesa Gal·la Placídia a Ravenna, amb qui després Constanci es casaria, retornant-li els honors que li havien estat privats prèviament. En aquest context, aprofitant la pau amb els visigots i la seva situació crítica de subsistència, els encarregà la missió d'acabar amb els grups de bàrbars assentats a Hispània, que estaven establerts a les regions més riques de la península, evitant d'aquesta forma haver de traslladar l'exèrcit romà a lluitar. Els visigots, tot i que era una missió perillosa, van envair Hispània, i expulsaren els vàndals silinges i reduïren considerablement la força dels alans.
Considerant que el pacte fou foedus, els visigots quedaven, en condició de federats o foederati com a tropes auxiliars de l'Imperi Romà d'Occident, que podien ser cridades per dur a terme incursions militars o ajudar a l'exèrcit romà, en certa forma els visigots se supeditaven a la voluntat militar de la cort romana, i el rei se supeditava teòricament a l'emperador romà. Tanmateix, la condició de federats, així com l'acceptació d'aquest pacte o l'auxili militars a l'exèrcit romà per part dels successors de Vàlia fou qüestionada o fins i tot violada, enfrontant-se directament amb els romans.

### Forma d'assentament i repartiment de terres
Gràcies a les accions visigodes, l'Imperi va recuperar zones que havien quedat fora del seu control. En aquest context, es va signar un pacte d'hospitalitas, una mena d'aliança, a finals del 418 entre l'emperador Honori i Vàlia. De fet, dita aliança fou establerta per obra de Constanci, que no volia que els visigots aconseguissin més poder. Amb això, l'Imperi mantenia teòricament sota control aquest poble bàrbar i, a canvi, permetia als visigots ocupar les terres de l'Aquitània Secunda i altres terres que ocupaven parcialment altres províncies com la Novempopulània o la Narbonesa. La capital fou ubicada a Tolosa, però en aquesta primera etapa van controlar altres ciutats importants com Bordeus, formant una estreta franja entre Tolosa i l'oceà Atlàntic, de fet, una zona bastant conflictiva a l'època, amenaçada pels atacs de pirates 
saxons i les revoltes dels bagaudes de la regió de l'Armòrica. Així mateix, la zona estava controlada per elits laiques i eclesiàstiques romanes que actuaven de forma autònoma a l'emperador, per tant, la cort imperial esperava controlar aquests grups amb la presència dels visigots, tot i que el resultat fou una aliança entre els visigots i les elits locals. D'altra banda, l'Imperi no van incloure en el tractat ciutats portuàries o importants de la zona mediterrània com Arle o Besiers, prevenint un possible nou atac a la província d'Àfrica.
Amb l'hospitalitas no només van rebre el control de les terres, sinó que també en reberen algunes en propietat. La majori part de la feina de repartiment es va fer durant el regnat de Teodoric I, la realització de la qual no degués estar, probablement, exempta problemes. Aquestes terres van ser expropiades als romans. No obstant això, no hi ha una idea concreta de com es van repartir les terres, i els autors proposen algunes teories divergents. Els cronistes 
no concreten les informacions, Filostorgi diu, a través d'Olimpiòdor de Tebes, que els visigots van rebre tant les vitualles que necessitaven com terres per conrear i ser autosuficients. Paulí de Pel·la explica el seu cas personal: durant el període del 413-414, quan els visigots eren temporalment a Bordeus els va haver de donar «acollida», òbviament a canvi de no perdre res. Sembla que va perdre les seves terres, un latifundi, quan es dugué a terme la repartició de terres entre romans i visigots a partir de l'assentament. Així mateix, actualment la versió més estesa és la que es desprèn del Liber Iudiciorum: es creu que el repartiment va afectar tota mena de propietats, tant latifundis com minifundis, i d'aquests s'entregà un terç als visigots i els romans conservaren la resta, aquesta divisió era anomenada sortes goticae. Això fa que s'afirmi que el repartiment va afectar més als petits propietaris que als grans, que conservaren la seva posició com a terratinents i els petits, desposseïts en un clima polític, social i econòmic incert, buscaran protecció en els grans terratinents, creant el germen del feudalisme. Tanmateix, també s'afirma que la tendència general és que les petites propietats van quedar fora d'aquest repartiment i també els béns comunals, que van seguir sent públics.

## Successors de Vàlia
Teodoric I (418-451) assentaria les bases de l'estat visigot de Tolosa; va trencar el pacte amb Roma i assetjà sense èxit Arle (425) i Narbona (436), ben defensades pel romà Aeci, però dominaria Tolosa (439) i recuperaria la situació anterior. Mantindria una aliança amb el rei dels vàndals Genseric fins al 445, i amb els sueus fins al 449. Fou un dels pocs governants amb domini efectiu sobre la totalitat de l'actual territori occità. Al final del seu regnat s'alia altre cop amb els romans i morira lluitant amb Aeci contra els huns d'Àtila a la batalla dels Camps Catalàunics.
Després del regnat del seu fill gran Turismon (451-453), el succeí el seu altre fill Teodoric II (453-466), qui renovaria el foedus amb el romà Avit, atacà els bagaudes de la Tarraconensis el 454 i lluità contra els sueus el 456, derrotant Requiari a la batalla del riu Órbigo. Quan morí Avit trencà definitivament amb els romans i ocupà Narbona i tota la Narbonensis, però no aconseguiria d'incorporar Arelate malgrat un llarg setge. Per no faltar a la tradició, fou assassinat pel seu germà Euric.

## Regnat d'Euric
L'any 476 el rei dels visigots Euric, que ja podia considerar-se independent des del 475, dominava les províncies Narbonense Prima, Viennense, Narbonense Secunda (Provença) i Aquitània Prima (Alvèrnia i Berry), i el poble visigot estava assentat des del 418, nominalment com foederatis, a les províncies de Novempopulània i Aquitània Secunda. La seva capital era Tolosa. Els visigots havien anat estenent el seu poder. El 457 dominaven probablement les províncies de Novempopulània i Aquitània Secunda; el 462 ja dominaven la totalitat de la província Narbonense Prima; el 466 dominaven la província d'Aquitània Prima; vers el 470 dominaren la Viennense i la Narbonense Secunda i el 475 van veure reconegudes totes aquestes possessions i de fet la seva independència.
Províncies com la Tarraconense, que disposaven d'una independència de facto, amb febles vincles amb l'Imperi, van passar a auto governar-se el 476.
El 478 Euric i els visigots van combatre contra els burgundis a l'Ardèche, i més tard (481 a 484) van ocupar la resta de Provença incloent Arle i Marsella
No se sap exactament quin any va efectuar Euric la resta de conquestes, però sabem que cap a l'any 480 (abans del 481) el comte got Gauteric, enviat per Euric, travessà els Pirineus i ocupà Pamplona i Saragossa. Per la mateixa època Euric va enviar una altra expedició al comandament del comte Eldefred cap a la part costanera de la Tarraconense (es discuteix quina d'elles va ser primer, encara que en general es creu que va ser la dirigida per Eldefred). La conquesta de la Cartaginesa, Lusitània i Bètica no estan documentades.
Aquesta expedició cap a la Tarraconense va comptar amb la col·laboració del general romà Vicenç, que no se sap si era un general que havia passat al servei d'Euric, o era el governador militar provincial romà de la Tarraconense o de l'altra província d'Hispània (en les cròniques se'l titula "Dux Hispaniae"). Euric va haver de valer-se de la col·laboració d'un general romà (bé com a dirigent militar bé com aliat polític) per assegurar-se la submissió dels hispà-romans de la Tarraconense, on pel que sembla va trobar resistència, probablement encapçalada pels grans propietaris romans o hispà-romans oposats al lliurament de dos terços de la terra als gots segons la llei de la hospitalitas modificada pels visigots (d'un terç pasava a dos terços). Si se sap que Tarraco, la capital provincial, va haver de ser assetjada i presa violentament, iniciant després la seva definitiva decadència en benefici de Bàrcino (Barcelona), decadència completada anys més tard per obra dels musulmans.
En canvi sembla que Gauteric no va trobar resistència, davant el temor que un nou buit de poder provoqués un nou període d'agitació similar a la Bagaudia viscuda uns anys abans, o bé incursions dels salvatges muntanyencs aclaparats per la pressió demogràfica.
No se sap si tota la província Tarraconense es va sotmetre amb rapidesa (amb l'esmentada resistència a Tarraco i potser algunes altres zones), però el fet cert és que el 506 encara es lluitava per ocupar Tortosa. No se sap si va ser presa inicialment Tortosa i posteriorment es va rebel·lar en ocasió del repartiment de terres, o per contra la resistència dels hispà romans es va anar desplaçant-se cap al sud, buscant el baluard defensiu de l'Ebre. Dirigia la resistència a Tortosa un hispà-romà anomenat Pere, al qual se li atorga el títol de tiranus (tirà, és a dir el que es titula rei sense títol legal per ser-ho), i aquesta titulació suggereix que Pere s'hauria proclamat sobirà en ocasió de l'extinció de l'Imperi i abans de l'entrada dels visigots (o en tot cas hauria succeït a un Emperador o línia d'emperadors proclamats a la Tarraconense des d'aquesta data), encara que no sabem si es va proclamar únicament a la regió de Tortosa o les seves pretensions abraçaven tota la província, essent l'esmentada ciutat el seu últim baluard. Pere va ser vençut i mort el 506 i la ciutat de Tortosa ocupada, amb el que pràcticament en aquest moment els visigots dominaven dominar la totalitat de la Tarraconense i probablement la Cartaginense.
Gauteric va conquerir la Tarraconense oriental i probablement va arribar a Lusitània, si bé se suposa que la zona era disputada també pels sueus, ara probablement molt identificats amb les poblacions locals, i que amenaçaven la rereguarda visigoda mitjançant les calçades romanes que anaven des de Braga a Cesaraugusta (continuant cap a Tarraco) passant per Astúrica, Virovesca, Tritium, Vareia i Calagurris, i per la que anava des de Ocelum Durii fins a Cesaraugusta passant per Abucella, Clunia, Uxama, Turiasso i Belsione o Belsinum o Balsio, seguint en termes generals la línia del Duero. Probablement entre el 480 o 481 i el 490 la zona central d'Hispània va ser disputada ferotgement per visigots i sueus, aconseguint els primers un precari domini. Sembla que els visigots van avançar sense trobar molta resistència i van poder dominar tota la Cartaginense abans del 483, i també tota o part de Lusitània. El 483 el visigot Salla i el bisbe de Mèrida Zenó van reconstruir un pont romà sobre el Guadiana a la ciutat Mèrida (Emerita Augusta), capital provincial de Lusitània (que amb Requiari havia estat la capital del regne dels sueus), segurament després d'un període de lluites entre visigots i sueus, de bandidatge i de govern poc eficaç dels propietaris locals; aquesta inauguració demostraria que el domini visigot quedava ben assentat, i que potser no era mal acollit per la població. El domini visigot a la Bètica per la mateixa època, encara que alguns historiadors sostenen que va haver de produir-se abans de la mort d'Euric el 484, no és segur i en tot cas no està documentat.
Simultàniament (període 476- 510, encara que el gruix de l'emigració va haver d'arribar entre el 490 i el 510) un nombre relativament important de gots colonitzà les terres entre el Tajo i el Duero, i entre la frontera de Galícia (en poder dels sueus) i la Vall de l'Ebre. En aquesta regió s'han excavat nombroses necròpolis godes i probablement el percentatge de població goda en elles va ser sensiblement més alt que en altres terres de la península Ibèrica.

## Regnat d'Alaric II
Euric va morir el setembre del 484 i el va succeir el seu fill Alaric II. El 486 els francs de Clodoveu I (fill de Khilderic I i de la reina turíngia Bisina) van arrabassar a Siagri els seus dominis en la part septentrional de la Gàl·lia (al nord del Riu Loira). Siagri es va refugiar a Tolosa, però Alaric II el va lliurar als francs, i va ser executat. Amb això visigots i francs van passar a ser veïns. L'obra de consolidació del domini en Hispània (inclosa una eventual dominació, a més de a la Lusitània i a la Cartaginesa, a la Bètica, la qual cosa no és segur) va ser feta en temps d'Alaric II. Potser va ser més problemàtica del que pogués pensar-se. Ocupat en aquesta tasca Alaric II consideraria imprudent enfrontar-se als francs per defensar Siagri.
Per defensar les zones conquistades a l'occident de la Tarraconense i de la Cartaginesa, pròximes a les posicions dels sueus, es traslladarien colonitzadors visigots des de la Gàl·lia, i es crearia els nombrosos assentaments a la regió, assentaments que les necròpolis excavades han donat a conèixer. El Cronicó Cesaraugustà situa una gran emigració de gots a l'última dècada del segle, i el fet és plenament confirmat per les excavacions realitzades en tota una extensa àrea entre Pamplona (al nord-est), el naixement del Tajo (al sud-est), Carpio de Tajo a l'oest de Toledo (al sud-oest), i la Tierra de Campos (al nord-oest). Precisament la comarca de la terra de Campos, a l'oest del Pisuerga, rep la seva denominació del nom que va portar antigament: Campi Gothorum (Camps dels Gots). La pràctica totalitat de l'emigració es va establir a l'altre costat de l'Ebre. Aquests assentaments haurien sorgit doncs entre el 490 i el 500, assegurant tota la zona enfront del regne dels sueus, mentre les forces visigodes dirigien la seva activitat cap a la Lusitània i la Bètica.
El 489 Zenó de Bizanci, per desviar als ostrogots que amenaçaven a l'Imperi Oriental, va cedir al seu rei Teodoric el Gran, l'Imperi d'Occident, incloent el títol jurídic d'Emperador, renunciant de fet a la ficció de ser l'únic Emperador.
Teodoric va dirigir totes les seves forces contra Dalmàcia, que va ser ocupada (489) i va entrar a Itàlia (490) vencent a Odoacre i els seus hèruls a la riba del Isonzo, prop de Verona, i per segona vegada a la riba del riu Adda. Teodoric va entrar en Pavia, on va ser atacat inesperadament pels hèruls al comandament d'Odoacre (490) qui va assetjar la ciutat. Segurament els assetjadors haguessin exterminat als ostrogots de no ser per una oportuna intervenció del visigot Alaric II, que va obligar a Odoacre a retirar-se cap a Ravenna (agost del 490) on va quedar assetjat per Teodoric durant tres anys (490-493). A principis del 493, Odoacre i Teodoric van arribar a un acord, pactant-se un repartiment del poder. Teodoric va entrar a Ravenna (27 de febrer) i es va iniciar una breu època de govern conjunt, que va culminar als pocs dies amb l'assassinat de Odoacre a mans del mateix Teodoric (principis de març), qui a més va fer matar la família de l'hèrul, i va ordenar una massacre general per sorpresa de les tropes hèrules. Teodoric ja no va assumir el títol d'emperador. Probablement en pagament de l'ajuda prestada pels visigots, la filla de Teodoric, Tiudigota, es va casar amb Alaric II (entre el 490 i el 495 aproximadament), naixent de l'esmentat enllaç un fill anomenat Amalaric (cap a l'any 500).
La tensió entre visigots i francs va ser creixent en iniciar-se el segle vi, i era evident el 504. Teodoric el gran, rei dels ostrogots, va fer de mediador entre el franc Clodoveu i el visigot Alaric II, per evitar la guerra, aconseguint que els dos reis s'entrevistessin en una illa del riu Loira (que marcava la frontera) pròxima a Amboise. Es va evitar amb això l'immediat esclat de la guerra però la tensió no va disminuir. En 506 Alaric II promulga el seu breviari de lleis, resum del dret romà vigent conegut com a Breviari d'Alaric o Lex Romana Wisigotorum.
Clodoveu,que era catòlic, es va aliar al rei borgonyó Gundebald (que era arrià com Alaric II). Finalment la guerra va esclatar i va concloure amb la batalla de Vouillé, prop de Poitiers (507), en la que Alaric II va ser derrotat i mort. Francs i borgonyons o burgundis van avançar cap als dominis visigots, però l'ostrogot Teodoric va enviar forces sota el comandament del general Ibbas que van ocupar Provença, impedint que l'ocupessin els borgonyons (que ja havien penetrat en ella), derrotant-los en el riu Durance. Des de Provença, el general Ibbas va entrar a la Narbonense o Septimània, en la qual francs i visigots lluitaven ferotgement, especialment pels voltants de Narbona (508).
És aleshores que la Crònica de Saragossa exclama: «Regnum Tolosanum destructum est»; i sant Isidor: «Regnum Tolosanum, occupantibus Francis, destruitur». El Regne de Tolosa, ocupat pels francs, quedava destruït.
El 508 els ostrogots van descobrir vivint entre els visigots a un noble anomenat Eutaric, que es creu que era descendent directe (net o besnet probablemente) de l'antic rei ostrogot Videric (un nen que pertanyia a línia legitima la dinastia real ostrogoda dels Amals i que va marxar amb els visigots el 375). Eutaric vivia com qualsevol noble visigot i va rebre la mà de la princesa Amalasunta, filla de Teodoric.
Perduda Tolosa la capital va passar a Barcelona i després a Toledo. La següent etapa del regne es coneix sota el nom de Regne de Toledo.